# Adriana Ivancich
Adriana Ivancich (Venetië, 4 januari 1930 – Orbetello, 24 maart 1983) was een Italiaanse muze van Ernest Hemingway.

## Adellijke afkomst
Adriana Ivancich stamde uit een adellijke familie uit Dalmatië, die in de 19e eeuw naar Venetië was geëmigreerd. Haar vader was gesneuveld in de Tweede Wereldoorlog.

## Kennismaking
Hemingway leerde Adriana in 1948 kennen op jacht in Noord-Italië. Adriana was nat van de regen en Hemingway brak zijn kam in twee en gaf haar de helft.

## Venetië
Hemingway trok rond de jaarwisseling 1948/1949 op met Adriane in Venetië.
Hemingways vierde vrouw Mary Hemingway lag toen in het ziekenhuis met een gebroken enkel na een skiongeval.
Ze reisden ook samen naar Cortina.
Hemingway keerde in april 1949 terug naar Cuba, waar hij woonde.

## Across the River
Hemingway keerde in januari 1950 terug naar Venetië en bleef er tot maart.
Hemingway bracht avonden met haar door in Hotel Gritti Palace in Venetië. Hij schonk haar zijn schrijfmachine en zijn fotocamera. Hij overtuigde zijn Italiaanse uitgever om Adriana aan te nemen om boekomslagen te illustreren.
Zij stond model voor Renata in zijn roman Across the River and into the Trees uit 1950.
In 1950 publiceerde Hemingway zijn roman. Adriana ontwierp de boekomslag. Om haar reputatie te beschermen bepaalde Hemingway, dat de roman gedurende tien jaar niet in Italië mocht verschijnen. Pas in 1965 kwam het boek in Italië uit en veroorzaakte het een enorm schandaal. In het boek komt een passage voor, waarin de oude man en de jonge vrouw de liefde bedrijven in een gondel.

## Cuba
Hemingway nodigde Adriana en haar moeder Dora uit naar Cuba.
Adriana en haar moeder verbleven in 1950/51 drie en een halve maand in zijn huis Finca Vigia in Cuba.

## Venetië
In 1953 publiceerde ze een dichtbundel Ho guardato il cielo e la terra.
Ze zagen elkaar opnieuw in Venetië van maart tot mei 1954.
Adriana en Hemingway zagen elkaar voor het laatst in Venetië in 1955 op het terras van Hotel Gritti Palace. 

## Brieven
Van 1949 tot 1955 schreven ze elkaar 15 brieven, soms getypt, soms met de hand geschreven, waarin hij ondertekende met Papa of Mr. Papa.
In februari 1953 schreef Hemingway, hoe hij weende toen hij met zijn geweer zijn kat moest doodschieten nadat ze door een auto aangereden was, verrassend voor een liefhebber van oorlog, jacht en stierenvechten.
In 1954 schreef hij vanuit Nairobi na zijn twee opeenvolgende vliegtuigongevallen:
"I love you more than the moon and the sky and for as long as I shall live. Daughter, how complicated can life become? The two times I died I had only one thought: 'I don't want to die, because I don't want Adriana to be sad.' I have never loved you as much as in the hour of my death."
“Ik hou meer van je dan de maan en de hemel en dat zolang ik leef. Dochter, hoe ingewikkeld kan het leven worden? De twee keer dat ik stierf had ik maar één gedachte: 'Ik wil niet sterven, omdat ik niet wil dat Adriana triest is.' Ik heb nooit meer van je gehouden dan in het uur van mijn dood.”

## La torre bianca
Adriana Ivancich schreef in 1980 zelf een boek La torre bianca (een verwijzing naar de witte toren bij het huis Finca Vigia van Hemingway op Cuba) uitgegeven bij Arnoldo Mondadori Editore over haar relatie met Ernest Hemingway. Het had meteen succes in Italië.

Adriana schreef: 
“Hij stopte zelfs met drinken toen ik het hem vroeg. Ik ben fier als ik bedenk dat ik hem aanzette om The Old Man and the Sea te schrijven.”
Ze schreef dat Hemingway “Across the River” voor haar had geschreven, maar dat ze het niet goed vond en hem dat gezegd had.

## Huwelijk
Adriana was 17 jaar getrouwd met een Duitse graaf, Rudolph von Rex. Ze leefde met hem en hun zonen Carlo en Nicola op een boerderij in Toscane.

## Zelfdoding
Ze verhing zichzelf in 1983 aan een boom.
- Bibliothèque nationale de France: cb17992014q (data)
- Gemeinsame Normdatei: 1161695982
- Library of Congress Control Number: n82051257
- National Archives and Records Administration: 10569994
- Istituto Centrale per il Catalogo Unico: SBLV271949
- Virtual International Authority File: 62887251
- WorldCat: E39PBJkT7xyQpWbXH3DFQXj9jC